# Isonzo (jeu vidéo)
Isonzo est un jeu vidéo de tir à la première personne. Ce jeu multijoueur en équipe se déroule sur le front italien pendant la Première Guerre mondiale. Il est sorti sur Windows, PlayStation 4, PlayStation 5, Xbox One et Xbox Series X/S le 13 septembre 2022. Il s'agit de la suite de Verdun et Tannenberg,.
Isonzo s'inspire des batailles de l'Isonzo sur le front italien qui ont eu lieu entre 1915 et 1917. Le jeu comprend des armes de la Première Guerre mondiale historiquement exactes, des uniformes et des équipements authentiques, une modélisation détaillée des blessures et du sang, et des cartes basées sur les véritables champs de bataille du front sud,.
Le jeu fonctionne avec le moteur Unity et a été initialement développé par les studios indépendants M2H et BlackMill Games. Depuis l'acquisition de la série par Focus Entertainment, le jeu est désormais développé uniquement par BlackMill Games.

## Système de jeu
Isonzo est un jeu multijoueur tactique en équipe pouvant accueillir jusqu'à 48 joueurs sur PC et 40 joueurs sur consoles. Les joueurs peuvent choisir parmi six classes, certaines étant limitées en nombre. Chaque classe dispose d'une sélection différente d'armes, d'objets d'équipement comme des caisses de munitions ou des grenades, ainsi que d'atouts conférant des capacités spéciales ou des bonus à certaines actions. La classe Officier peut tirer des fusées éclairantes pour marquer des positions, puis utiliser des téléphones de campagne pour appeler des soutiens tels que des barrages d’artillerie, des barrages roulants, du gaz toxique, des écrans de fumée et des avions, y compris des bombardiers lourds. Les joueurs peuvent se tenir debout, s'accroupir, ramper, et également escalader verticalement une courte distance pour atteindre des surfaces planes.
Le mode de jeu principal d'Isonzo est le mode Offensive. Une équipe attaque et tente de détruire des objectifs ou de capturer des positions à travers une série de lignes défensives. Si les attaquants franchissent la dernière ligne défensive, ils remportent la victoire, tandis que si les attaquants épuisent toutes leurs vies, ce sont les défenseurs qui gagnent. Chaque offensive est basée sur un événement historique et comprend plusieurs batailles individuelles – pour les offensives comportant plusieurs batailles, gagner les premières facilite les suivantes pour les attaquants,.
Un mode de jeu spécial appelé Ascent a été ajouté le 3 avril 2024. Le mode Ascent a introduit une carte spécialement conçue pour ce mode ainsi que de nouvelles mécaniques telles que l'escalade, la pose de pitons et de cordes pour accélérer l’ascension, et le lancer de rochers. Une équipe d’alpinistes italiens commence au pied d’une partie du mont Marmolada et doit capturer un avant-poste austro-hongrois au sommet. Des rebords situés sur le trajet permettent aux deux équipes d’y construire des points de réapparition avancés, bien que les Italiens puissent choisir de contourner tout ou partie de ces rebords. Les défenseurs austro-hongrois disposent initialement de points de réapparition sur tous les rebords. Les deux équipes sont limitées aux fusils à un coup et à une seule classe. Il s’agissait d’un événement à durée limitée qui s’est déroulé jusqu’au 30 avril, mais qui sera rejoué à l’avenir,,.

## Accueil
Isonzo a reçu un accueil « mitigé ou moyen » selon l'agrégateur de critiques de jeux vidéo Metacritic, sur les plateformes où il a obtenu suffisamment de critiques pour une note. PC Gamer a été positif quant au gameplay et a déclaré que les champs de bataille palpitants, bien que limités, s'intégraient bien dans le jeu. IGN l'a qualifié de « jeu de tir bien conçu » qui sacrifie l'authenticité et l'originalité au profit de l'accessibilité. Push Square a indiqué que le jeu offrait un bon maniement des armes et des cartes intéressantes, tout en notant ses problèmes techniques de performance.